# Стшегом
Стше́гом (пол. Strzegom) — місто в південно-західній Польщі.
Належить до Сьвідницького повіту Нижньосілезького воєводства.

## Демографія
Демографічна структура станом на 31 березня 2011 року:
|          | Загалом | Допрацездатний вік | Працездатний вік | Постпрацездатний вік |
| -------- | ------- | ------------------ | ---------------- | -------------------- |
| Чоловіки | 8153    | 1471               | 5857             | 825                  |
| Жінки    | 8810    | 1427               | 5275             | 2108                 |
| Разом    | 16963   | 2898               | 11132            | 2933                 |